# Maghagendorfita
La maghagendorfita és un mineral de la classe dels fosfats que pertany al grup de l'al·luaudita. El seu nom fa referència al fet que és l'anàleg mineral amb magnesi de la hagendorfita.

## Característiques
La maghagendorfita és un fosfat de fórmula química (Na,□)MgMn2+(Fe2+,Fe3+)₂(PO₄)₃. Cristal·litza en el sistema monoclínic de forma granular i massiva, en llistons en el si de hagendorfita.
Segons la classificació de Nickel-Strunz, la maghagendorfita pertany a «08.AC: Fosfats, etc. sense anions addicionals, sense H₂O, amb cations de mida mitjana i gran» juntament amb els següents minerals: howardevansita, al·luaudita, arseniopleïta, caryinita, ferroal·luaudita, hagendorfita, johil·lerita, nickenichita, varulita, ferrohagendorfita, bradaczekita, yazganita, groatita, bobfergusonita, ferrowyl·lieïta, qingheiïta, rosemaryita, wyl·lieïta, ferrorosemaryita, qingheiïta-(Fe2+), manitobaïta, marićita, berzeliïta, manganberzeliïta, palenzonaïta, schäferita, brianita, vitusita-(Ce), olgita, barioolgita, whitlockita, estronciowhitlockita, merrillita, tuïta, ferromerrillita, bobdownsita, chladniïta, fil·lowita, johnsomervilleïta, galileiïta, stornesita-(Y), xenofil·lita, harrisonita, kosnarita, panethita, stanfieldita, ronneburgita, tillmannsita i filatovita.

## Formació i jaciments
La maghagendorfita ha estat descrita al riu Big Fish, a Yukon (Canadà); Michałkowa, a la Baixa Silèsia (Polònia) i Brissago, al cantó de Ticino. Sol trobar-se associada a la hagendorfita.